# Senyoria d'Alagón
La senyoria d'Alagón en aragonés (català: d'Alagó) fou una jurisdicciò feudal aragonesa creada el desembre del 1119 quan el rei Alfons I d'Aragó "el Bataller" conquèrí la vila d'Alagó, que fou donada en feu a Lope Garçés el Peregrino. A la seva mort, el 1133, les seves possessions es repartiren entre les seves filles Toda i Ximena. Alagón correspongué a Ximena, qui es casà amb Gonçalo Péreç d'Açagra. La seva filla, anomenada també Ximena, es casà amb Artau III de Pallars Sobirà, comte del Pallars Sobirà. A partir del moment del casament (desembre del 1135, Artal III de Pallars es pot anomenar també Artal I d'Alagón.

## Llista de senyors d'Alagón
Llista de senyors de la senyoria d'Alagón:
- (1119-1133) Lope Garçés "el Peregrino" o 'Lope I d'Alagón' . 1er senyor de Alagón
- (1133-????) Ximena Lópeç d'Alagón o 'Ximena I d'Alagón' (filla)
- (1133-1135) Ximena Péreç d'Alagón o 'Ximena II d'Alagón' (filla)
- (1135-1167) Artau III de Pallars Sobirà o 'Artal I d'Alagón' (marit)
- (1167-????) Palacín I d'Alagón (fill)
- (????-1213) Artal II d'Alagón (fill)
- (1213- ????) Blasco I d'Alagón "el Gran" (fill)[4] (llatí: Blaschus de Alagone) - 6º senyor d'Alagón; 1er senyor de Sástago.
- (????-1239) Artal III d'Alagón (fill)
- (1239-1293) Blasco II d'Alagón "el Net" (fill)
- (1293-1295) Artal IV d'Alagón (fill). Era germà de Blasco d'Alagón "el Vell", qui va ser pare de Blasco d'Alagón "el Jove"
- (1295-1323) Artal V d'Alagón (fill)
- (1323-1385) Blasco III d'Alagón (fill)
- (1385-1419) Artal VI d'Alagón (fill)
- (????-????) Artal VII d'Alagón (fill)
- (????-????) Artal VIII d'Alagón (fill)
- (????-????) Blasco IV d'Alagón (fill)
- (????-1520) Pero I d'Alagón (fill)
- (1520-1529) Blasco V d'Alagón (1r comte de Sástago) (fill). El 1511 el rei Ferran II d'Aragó convertí la senyoria de Sástago en el comtat de Sástago. A partir d'aleshores seran coneguts com els Alagón de Sástago.